# Zawada (powiat poddębicki)
Zawada – wieś w Polsce położona w województwie łódzkim, w powiecie poddębickim, w gminie Wartkowice. Miejscowość wchodzi w skład sołectwa Ner.
W latach 1975–1998 miejscowość należała administracyjnie do województwa sieradzkiego.